# Пестриков, Виктор Александрович
Виктор Александрович Пестриков (4 августа 1941, Украинская ССР — 17 февраля 1993, Киев) — советский футболист, полузащитник, тренер.

## Биография
Впервые в основном составе «Динамо» Киев Пестриков появился в 1959 году, дебютировал в проигранном матче 1/16 финала Кубка СССР против томского «Сибелектромотора», который был середняком класса «Б». После этого в течение двух сезонов выступал только за дубль. 8 июля 1961 вернулся в основную команду, заменив по ходу матча с московским «Спартаком» Анатолия Сучкова; «Динамо» удержало победный счет. В итоге клуб прервал многолетнюю гегемонию московских клубов, продолжавшуюся с 1936 года, и стал чемпионом.
В течение следующих двух сезонов Пестриков начал появляться на поле всё чаще, но получить место в стартовом составе ему никак не удавалось. Сезон 1964 начал в составе харьковского «Авангарда». В следующем году закрепился в основном составе и помог команде взять бронзовые медали 2-й группы класса «А». В сезоне 1966 вернулся в Киев, но уже в СКА, который повысился в классе по итогам прошлого сезона. В течение всех четырех сезонов, что провел в команде Пестриков, «армейцы» стабильно занимали в своей подгруппе место не ниже второго, а в 1967 году завоевали бронзовые награды финального этапа соревнований. В 1968—1969 годах партнёром Пестрикова по линии защиты был будущий обладатель Кубка Кубков и Суперкубка Европы, Владимир Трошкин, который начинал тогда свою карьеру.
В 1970 году Пестриков вернулся в Харьков, но уже в роле игрока основного состава. Тренером «Металлиста» был Виктор Каневский, бывший партнер Пестрикова по киевскому «Динамо». В 1971 году 30-летний защитник стал все реже появляться на поле, уступая место в составе младшим партнерам. В итоге он принял решение покинуть клуб и принять предложение житомирского «Автомобилиста», выступавшего во второй лиге.
Завершив в 1974 году карьеру игрока, Пестриков некоторое время работал помощником главного тренера «Автомобилиста», после чего перешел в ряды днепропетровского «Днепра», где вместе с Андреем Бибой занимался подготовкой игроков дублирующего состава. Именно он тренировал Анатолия Демьяненко в ДЮСШ «Днепр-75».
В 1977 году Пестриков оставил днепропетровский коллектив, а следующий сезон начал уже в статусе начальника команды «Десна» (Чернигов). С 1979 по 1980 руководил житомирским «Спартаком» и днепродержинским «Металлургом». В 1984 году непродолжительное время занимал должность начальника команды в черкасском «Днепре».
Скончался в феврале 1993 года на 52-м году жизни. Похоронен на Байковом кладбище в Киеве.